# Captain from Castile
Captain from Castile is een Amerikaanse avonturenfilm uit 1947 onder regie van Henry King. Het scenario is gebaseerd op de gelijknamige roman uit 1945 van de Amerikaanse auteur Samuel Shellabarger. De film werd destijds in Nederland uitgebracht onder de titel Kapitein van Castilië.

## Verhaal
De edelman Pedro de Vargas wordt gevangengenomen tijdens de Spaanse Inquisitie. Hij wordt bevrijd door vrienden en ze vluchten samen naar Cuba. Daar wil Pedro de naam van zijn familie hoog houden door deel te nemen aan de verovering van Mexico.

## Rolverdeling
| Acteur           | Personage                   |
| ---------------- | --------------------------- |
| Tyrone Power     | Pedro de Vargas             |
| Jean Peters      | Catana Pérez                |
| Cesar Romero     | Hernán Cortés               |
| Lee J. Cobb      | Juan García                 |
| John Sutton      | Diego de Silva              |
| Antonio Moreno   | Don Francisco de Vargas     |
| Thomas Gomez     | Pastoor Bartolomé de Olmedo |
| Alan Mowbray     | Professor Botello           |
| Barbara Lawrence | Luisa de Carvajal           |
| George Zucco     | Markies De Carvajal         |
| Roy Roberts      | Kapitein Alvarado           |
| Marc Lawrence    | Corio                       |